# Revocation of the Beast
Revocation of the Beast (česky Zrušení bestie) je první a jediné EP švédské death metalové kapely Inverted. Vydáno bylo v roce 1994 americkým hudebním vydavatelstvím Wild Rags. Ačkoli popis na bookletu udává pouze čtyři skladby, na mini CD je jich přítomno pět (čtvrtá se stopáží 1:01 nemá název). Autorem obalu CD je Peter Gustavsson.

## Seznam skladeb
1. Revocation of the Beast  - 5:07
2. Beyond the Holy Ground - 3:53
3. Lost (with Christ) - 4:27
4. bez názvu - 1:01
5. Into the Sign of Chaos - 5:26

## Sestava
- Henric Heed – vokály
- Mats Blomberg – kytara
- Larsken Svensson – kytara
- Dan Bengtsson – baskytara
- Kristian Hasselhuhn – bicí